# Peter Strauß (Tagelöhner)

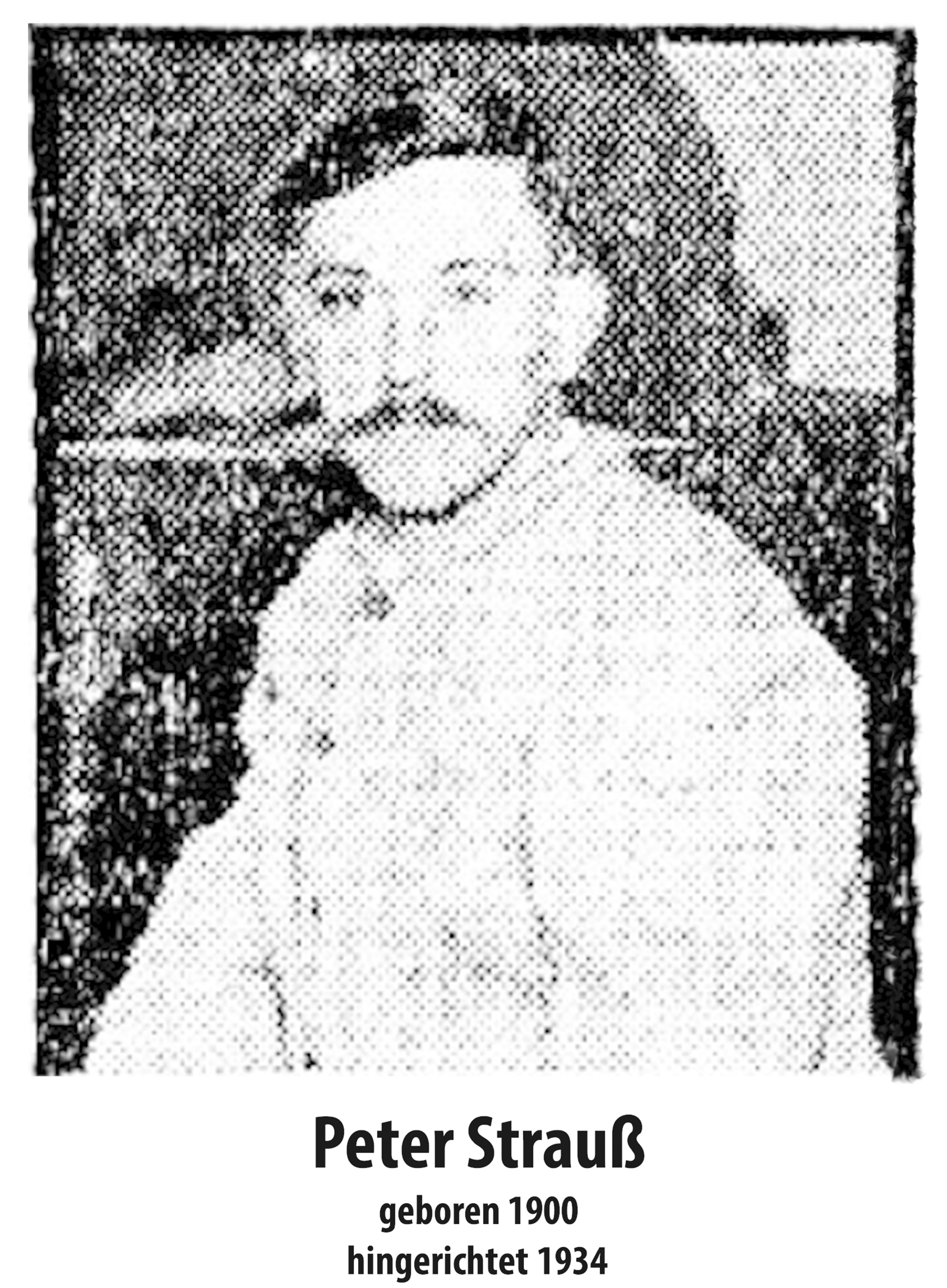
Peter Strauß beim Standgericht 1934 in Graz

Peter Strauß (* 19. Juni 1900 in Steinbach, Gamlitz; † 11. Jänner 1934 in Graz) war ein österreichischer Tagelöhner, der nach  Wiedereinführung der Todesstrafe in Österreich unter Dollfuß als erster aufgrund eines Standgerichtsurteils hingerichtet wurde. Er wird deswegen auch als „das erste Todesopfer der austrofaschistischen Standgerichte“ bezeichnet.

## Leben
Strauß war der Sohn einer alkoholkranken Magd. Seinen leiblichen Vater lernte er nie kennen. Mit seinen geringen geistigen Fähigkeiten und einer Körpergröße von 1,45 m war er dem Spott seiner Mitmenschen ausgesetzt. Dazu kam ein Hinken infolge einer überstandenen Rachitis. Strauß hielt sich mit Gelegenheitsarbeiten über Wasser, trug zerschlissene Kleidung und hatte bereits mehrfach wegen Diebstahls im Gefängnis gesessen.

## Die Tat
Am Sonntag, den 7. Jänner 1934, brach auf dem Hof des Bauern Anton Tischler in Aflenz bei Leibnitz zwischen vier und fünf Uhr in der Früh ein Feuer aus. Der zur Gänze aus Holz gebaute Heustadl brannte vollkommen nieder. Ein Übergreifen des Feuers auf das Wohnhaus konnten der Bauer und seine Söhne knapp verhindern. Im Stadl waren nicht nur Heu, sondern auch Mais und Werkzeug untergebracht. Der Schaden betrug rund 2.500 Schilling, Tischler war allerdings versichert. Er selbst erstattete Anzeige gegen Strauß.
Am Vorabend war Strauß auf dem Hof Tischlers zu Gast gewesen. Dabei war es zu einem Streit zwischen ihm und einem anderen Gast gekommen, woraufhin Strauß des Hofes verwiesen wurde. Im Gehen sagte er, dass man noch an ihn denken werde.

## Gerichtsverfahren

### Einvernahme und Prozess
Strauß beteuerte bei der Einvernahme zunächst seine Unschuld und gab an, in der fraglichen Nacht bei seinem in der Nähe lebenden Ziehvater gewesen zu sein. Dieses Alibi erwies sich als falsch, da besagter Ziehvater gar nicht vor Ort gewesen war. Schließlich gestand Strauß am 8. Jänner vor der Gendarmerie die Tat, angeblich wurde er bei der Einvernahme misshandelt.

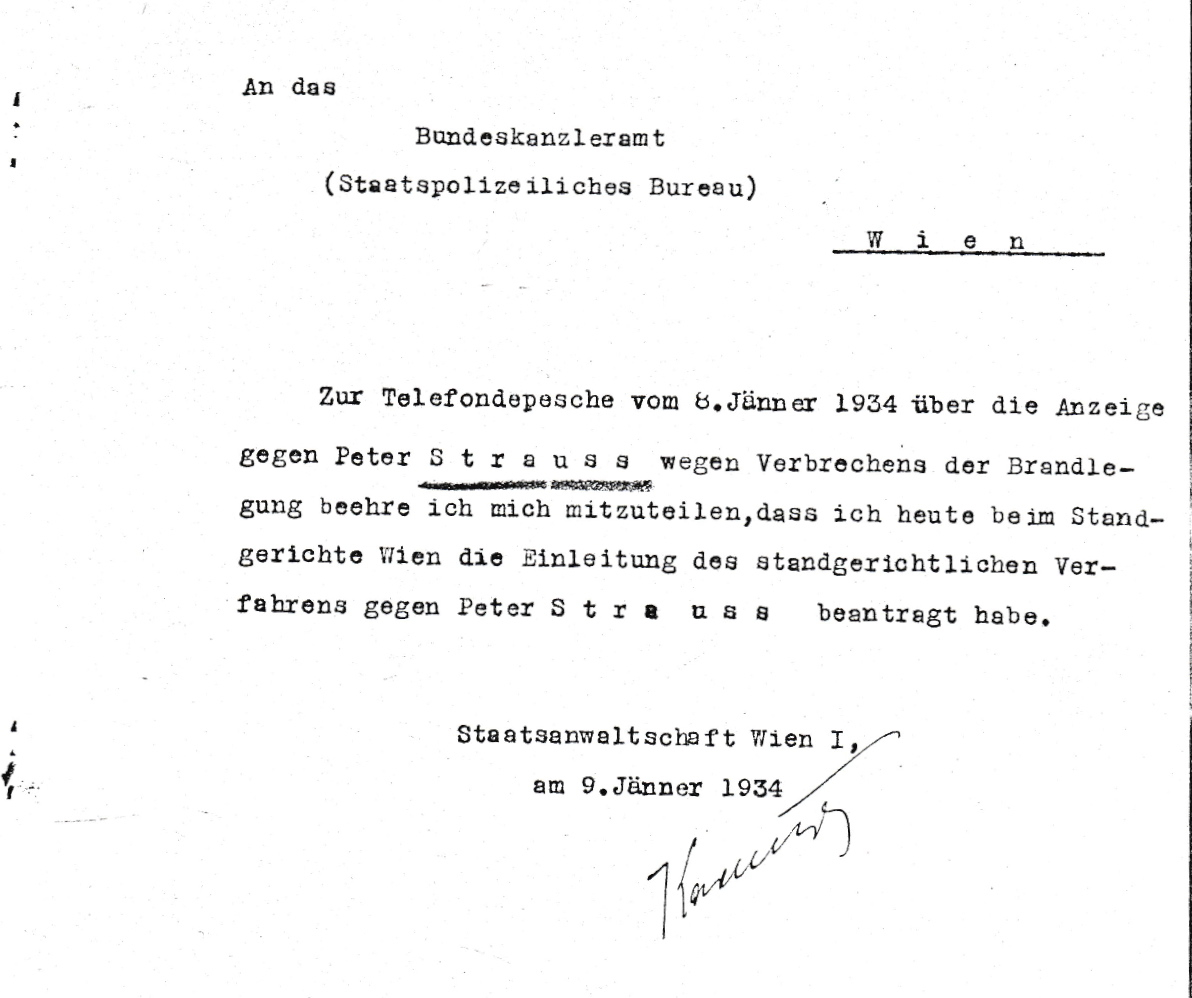
Benachrichtigung der Staatsanwaltschaft an das Bundeskanzleramt über die Einleitung des standrechtlichen Verfahrens gegen Peter Strauß (1934)

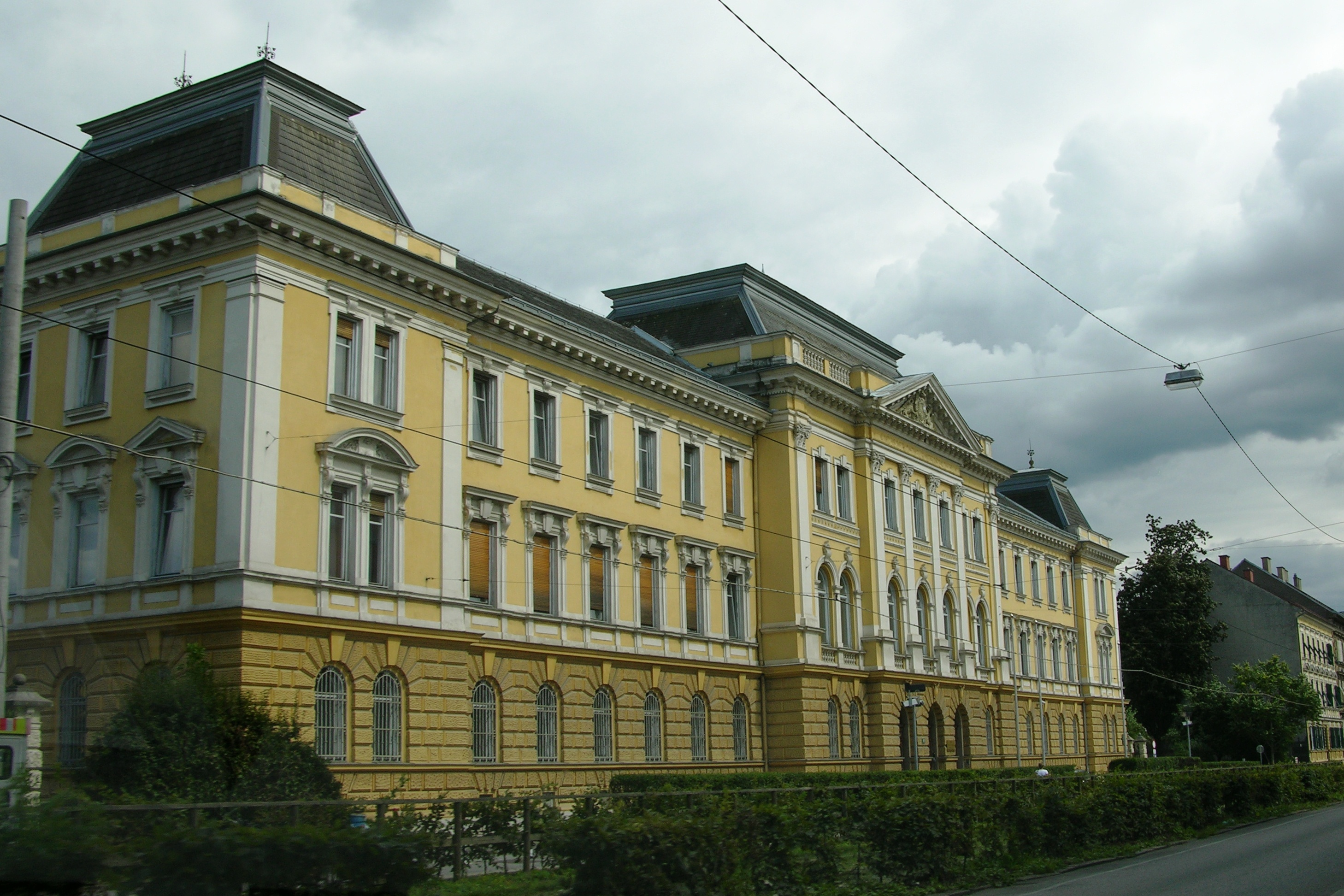
Landesgericht Graz, in dessen Hof Peter Strauß durch den Scharfrichter Johann Lang am Würgegalgen hingerichtet wurde.

Am 10. Jänner 1934 begann seine Verhandlung vor dem Standgericht in Graz. Der Verteidiger beantragte ein psychiatrisches Gutachten und damit die Überweisung des Falles an ein ordentliches Schwurgericht, was die Richter jedoch ablehnten.

### Rechtliche Grundlagen
Die damalige Standgerichtsbarkeit musste innerhalb von drei Tagen entweder die Todesstrafe verhängen oder einen Freispruch verkünden; bei einer voraussichtlichen Verfahrensdauer von mehr als drei Tagen musste ein Fall vor einem ordentlichen Schwurgericht verhandelt werden, welches jedoch keine Todesurteile fällen konnte.
Zwar war in Österreich die Todesstrafe im ordentlichen Verfahren mit der Bundesverfassung von 1920 abgeschafft worden. Aber im Zuge der Errichtung der austrofaschistischen Diktatur hatte die österreichische Bundesregierung unter Engelbert Dollfuß am 11. November 1933 Standrecht und Todesstrafe für die Delikte des Mordes, der Brandlegung sowie für das Verbrechen der öffentlichen Gewalttätigkeit eingeführt. Der erste Standgerichtsprozess fand am 14. Dezember 1933 in Wels gegen den Bauernsohn Johann Breitwieser  statt. Das Verfahren wurde von einem aus vier Richtern und einem Staatsanwalt bestehenden „fliegenden Senat“, der am Oberlandesgericht Wien seinen Sitz hatte und falls notwendig zum zuständigen Landesgericht anreiste, geführt und dauerte längstens drei Tage. Bei einstimmiger Bejahung der Schuldfrage endete es mit einem Todesurteil, das nach spätestens drei Stunden zu vollstrecken war. Gegen das Urteil war kein Rechtsmittel zulässig, einzig eine Begnadigung durch den Bundespräsidenten war möglich.

### Urteil und Hinrichtung
Strauß wurde von dem Standgericht für schuldig befunden, einen Teil des Hofs der Familie Tischler angezündet zu haben, und aufgrund der Gesetzeslage zum „Tode durch den Strang“ verurteilt. Die vier Mitglieder des Standgerichts befürworteten jedoch einen Gnadenakt durch den Bundespräsidenten. Ein solcher hätte nur erfolgen können, wenn der Justizminister (damals Kurt Schuschnigg) wie im Fall Johann Breitwiesers ein entsprechendes Gnadengesuch gestellt hätte. Im Fall Peter Strauß legte der Justizminister dem Bundespräsidenten jedoch keine solche Empfehlung vor. Am 11. Jänner 1934 wurde Strauß daher im Hof des Grazer Landesgerichtes durch den Scharfrichter Johann Lang und seine Assistenten Franz Spitzer und Josef Bors am Würgegalgen hingerichtet (siehe auch die Liste der 1933–1938 in Österreich hingerichteten Personen). Im Juni 1934 wurde die Todesstrafe durch eine Gesetzesänderung auch für ordentliche Verfahren wieder eingeführt.
Peter Strauß wurde auf dem Grazer Zentralfriedhof bestattet.